# He Zhihong
He Zhihong född 1970 i Kina men bosatt i Paris, Frankrike, är en illustratör.
Zhihong har studerat vid konstakademin i Peking och målar i traditionell kinesisk stil på silke eller rispapper.